# Klugerella antarctica
Klugerella antarctica är en mossdjursart som först beskrevs av Arnold Girard Kluge 1914.  Klugerella antarctica ingår i släktet Klugerella och familjen Cribrilinidae. Inga underarter finns listade i Catalogue of Life.